# Короленко Йосип Феодосійович
Йосип Феодосійович Короленко (29 грудня 1902, Березівка — 22 вересня 1978, Київ) — радянський військовий діяч, генерал-майор артилерії, перший начальник Київського вищого інженерного училища протиповітряної оборони.

## Біографія
Народився 29 грудня 1902 року в селі Березівці. У вересні 1921 році був призваний до лав Червоної армії і направлений на Краснодарські курси по артилерійському відділу, після закінчення яких у жовтні 1923 року призначений на посаду командира взводу артилерійського дивізіону 14-ї стрілецької дивізії (Московський військовий округ), а в березні 1925 року — на посаду начальника розвідки артилерійського полку. У тому ж році вступив до лав ВКП(б).
Після закінчення курсів удосконалення командного складу зенітної артилерії в Севастополі в травні 1926 року призначений на посаду начальника розвідки 2-го зенітного артилерійського полку (Український військовий округ), в жовтні 1927 року — на посаду командира взводу і курсового командира Військової школи зенітної артилерії в Севастополі, а в січні 1931 року — на посаду командира навчальної батареї 115-го артилерійського полку (Ленінградський військовий округ).
Після закінчення інженерного факультету Артилерійської академії імені Ф. Е. Дзержинського в травні 1936 року призначений на посаду командира окремого дивізіону ППО (Забайкальський військовий округ), в травні 1938 року — на посаду начальника 2-го відділення 1-го відділу Управління начальника артилерії, а в жовтні — на посаду начальника відділу ППО штабу Забайкальського військового округу.
У червні 1940 року підполковник Йосип Короленко призначений на посаду помічника командувача військами Забайкальського військового округу по ППО, а в червня 1941 року — на посаду командувача Забайкальської зони ППО.
З початком німецько-радянської війни знаходився на колишній посаді. З'єднання і частини Забайкальської зони ППО здійснювали прикриття військ, військових і промислових об'єктів на території округу від нападу противника з повітря.
У травні 1944 року призначений на посаду командира 1-го корпусу ППО, після чого керував забезпеченням прикриття Мурманського порту і Кіровської залізниці.

Могила Йосипа Короленка

Після закінчення війни призначений на посаду командира 100-ї дивізії ППО, в червні 1946 року — на посаду Начальника Штабу — заступника командувача військами Далекосхідного округу ППО, в липні — на посаду заступника командувача зенітної артилерії з бойової підготовки, у жовтні — на посаду начальника штабу зенітної артилерії, в червні 1950 року — на посаду начальника Управління бойової підготовки зенітної артилерії Військ ППО країни, а в серпні 1953 року — на посаду начальника Київського вищого інженерно-радіотехнічного училища ППО.
В березні 1957 року, у званні генерал-майора вийшов у запас. Помер в Києві 22 вересня 1978 року. Похований на Лук'янівському військовому кладовищі.

## Нагороди
Нагороджений орденом Леніна, трьома орденами Червоного Прапора, орденом Червоної Зірки, медалями.